# Élie Ducommun
Élie Ducommun (Ginevra, 19 febbraio 1833 – Berna, 7 dicembre 1906) è stato un giornalista e politico svizzero, Premio Nobel per la pace nel 1902.

## Vita
Élie Ducommun, Segretario Onorario dell'Ufficio Internazionale Permanente di Pace, nasce a Ginevra nel 1833. Dopo aver studiato lettere e scienze all'Accademia di Ginevra, a diciassette anni diventa istruttore dei figli del barone von Bunow e si trasferisce in Sassonia. Tale lavoro gli permette di apprendere alla perfezione la lingua tedesca, cosa questa, che si rivela importante per il suo futuro. Eletto, infatti, deputato radicale al Gran Consiglio dal 1858 al 1862, quando nel 1865 i radicali perdono il potere, Ducommun si dimette dalle funzioni di cancelliere e si trasferisce a Berna. Qui la conoscenza della lingua tedesca gli permette di diventare traduttore presso il Consiglio Nazionale.
Iniziato in massoneria a Ginevra nella loggia "La Prudence" l'11 aprile 1857 all'età di 24 anni, diventa oratore di questa loggia e poi Maestro venerabile del "Temple Unique". In seguito verrà affiliato alla loggia "Zur Hoffnung" a Berna e sarà Gran maestro della Gran Loggia Svizzera Alpina dal 1890 al 1895.
Assieme a Giuseppe Garibaldi, Ducommun concretizza prima l'organizzazione del Congresso della Pace che si terrà a Ginevra nel 1867 per passare, poi, alla fondazione della Lega della Pace e della Libertà. L'impegno pacifista assorbe da allora una parte sempre crescente del suo tempo ed è grazie a lui che nasce l'Ufficio Internazionale della Pace, che diventa un centro di  e di incontri perenne su tale tematica e gli permette di ottenere il Premio Nobel per la pace nel 1902.
Muore improvvisamente nel 1906.